# 北平 (五代十国)
北平（909年—929年），五代十国初期的半独立政权。朱温建立后梁，909年三月，下诏义武节度使王处直进封为北平王，威武军节度使王审知封闽王，广州节度使刘隐封南平王。次年，后梁进攻成德节度使赵王王镕，王处直投靠晋王李存勖。921年，王镕被义子张文礼杀害，王处直没有响应李存勖讨伐，被李存勖猜忌。王处直秘密联络耶律阿保机，背叛李存勖，定州将领不愿联络契丹，推举王处直义子王都杀害王处直，王都归降李存勖。后唐天成四年二月（929年），王都为后唐明宗李嗣源所灭。

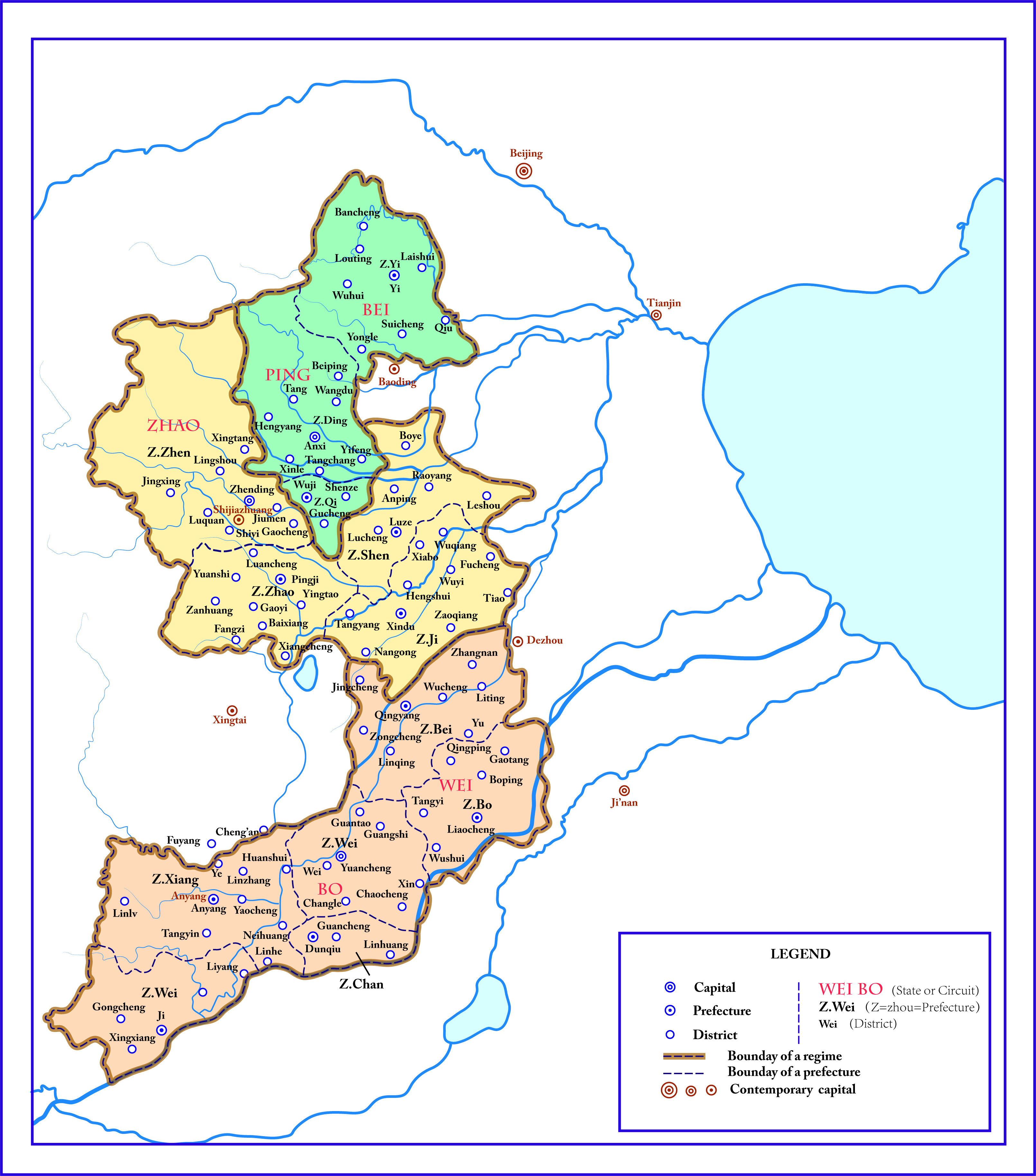
北平国疆域（绿色部分）